# A' Katīgoria 1962-1963
La A' Katīgoria 1962-1963 (in greco Πρωτάθλημα Α' Κατηγορίας) è stata la 25ª edizione della massima serie del campionato cipriota di calcio; si concluse con l'affermazione finale dell'Anorthōsis, che vinse il sesto titolo della sua storia.

## Stagione

### Novità
Il numero di squadre scese a dodici: infatti, la retrocessa AYMA Nicosia non fu sostituita da alcuna squadra.

### Formula
Il campionato era formato da dodici squadre; furono assegnati tre punti in caso di vittoria, due in caso di pareggio e uno in caso di sconfitta.
Le squadre si incontrarono in gironi di andata e ritorno per un totale di ventidue turni; in caso di arrivo in parità prevaleva il quoziente reti.
Era previsto che le ultime due classificate disputassero un girone a tre per la retrocessione / promozione insieme alla prima classificata della B' Katīgoria 1962-1963, con le medesime regole della stagione regolare; solo la prima classificata manteneva la categoria / veniva promossa.

## Squadre partecipanti
| Club                | Città     | Stadio             | Stagione precedente |
| ------------------- | --------- | ------------------ | ------------------- |
| AEL Limassol        | Limassol  | Stadio GSO         | 4º in A' Katīgoria  |
| Alkī Larnaca        | Larnaca   | Vecchio Stadio GSZ | 12º in A' Katīgoria |
| Anorthōsis          | Famagosta | Stadio GSE         | 1º in A' Katīgoria  |
| APOEL               | Nicosia   | Vecchio Stadio GSP | 9º in A' Katīgoria  |
| Apollōn Limassol    | Limassol  | Stadio GSO         | 10º in A' Katīgoria |
| Arīs Limassol       | Limassol  | Stadio GSO         | 8º in A' Katīgoria  |
| EPA Larnaca         | Larnaca   | Vecchio Stadio GSZ | 11º in A' Katīgoria |
| Nea Salamis         | Famagosta | Stadio GSE         | 5º in A' Katīgoria  |
| Olympiakos Nicosia  | Nicosia   | Vecchio Stadio GSP | 6º in A' Katīgoria  |
| Omonia              | Nicosia   | Vecchio Stadio GSP | 2º in A' Katīgoria  |
| Orpheas Nicosia     | Nicosia   | Vecchio Stadio GSP | 7º in A' Katīgoria  |
| Pezoporikos Larnaca | Larnaca   | Vecchio Stadio GSZ | 3º in A' Katīgoria  |

## Classifica finale
|                  | Pos. | Squadra             | Pt | G  | V  | N | P  | GF | GS | DR  |
| ---------------- | ---- | ------------------- | -- | -- | -- | - | -- | -- | -- | --- |
| Cipro (bandiera) | 1.   | Anorthōsis          | 59 | 22 | 17 | 3 | 2  | 64 | 21 | +43 |
|                  | 2.   | APOEL               | 54 | 22 | 13 | 6 | 3  | 49 | 26 | +23 |
|                  | 3.   | Omonia              | 49 | 22 | 10 | 7 | 5  | 39 | 24 | +15 |
|                  | 4.   | Nea Salamis         | 48 | 22 | 9  | 8 | 5  | 56 | 43 | +13 |
|                  | 5.   | Olympiakos Nicosia  | 48 | 22 | 12 | 2 | 8  | 47 | 40 | +7  |
|                  | 6.   | Pezoporikos Larnaca | 44 | 22 | 8  | 6 | 8  | 46 | 51 | -5  |
|                  | 7.   | EPA Larnaca         | 42 | 22 | 8  | 4 | 10 | 32 | 47 | -15 |
|                  | 8.   | Arīs Limassol       | 42 | 22 | 8  | 4 | 10 | 40 | 59 | -19 |
|                  | 9.   | Apollōn Limassol    | 38 | 22 | 5  | 6 | 11 | 46 | 57 | -11 |
|                  | 10.  | AEL Limassol        | 35 | 22 | 4  | 5 | 13 | 35 | 42 | -7  |
|                  | 11.  | Alkī Larnaca        | 34 | 22 | 5  | 2 | 15 | 33 | 58 | -25 |
|                  | 12.  | Orpheas Nicosia     | 34 | 22 | 5  | 3 | 14 | 26 | 45 | -19 |

### Verdetti
- Anorthōsis campione di Cipro e ammesso alla Coppa dei Campioni 1963-1964.
- APOEL ammesso al primo turno di Coppa delle Coppe 1963-1964 come vincitore della Kypello Kyprou 1962-1963.
- Orpheas Nicosia e Alkī Larnaca al girone promozione / retrocessione.

## Girone promozione / retrocessione

### Classifica finale
|  | Pos. | Squadra              | Pt | G | V | N | P | GF | GS | DR  |
|  | ---- | -------------------- | -- | - | - | - | - | -- | -- | --- |
|  | 1.   | Alkī Larnaca         | 10 | 4 | 3 | 0 | 1 | 12 | 4  | +8  |
|  | 2.   | Orpheas Nicosia      | 9  | 4 | 2 | 1 | 1 | 11 | 6  | +5  |
|  | 2.   | Panellinios Limassol | 5  | 4 | 0 | 1 | 3 | 3  | 16 | -13 |

- Alkī Larnaca salvo, Orpheas Nicosia e Panellinios Limassol in B' Katīgoria 1964-1965.

## Statistiche
Capocannoniere del torneo fu Pampos Papadopoulos dell'AEL Limassol con 22 reti.